# Den nepalesiske-tibetanske krig
Den nepalesiske-tibetanske krig (nepalesisk: नेपाल-भोट युध्द) blev udkæmpet fra 1855 til 1856 i Tibet mellem tibetanske regeringsstyrker (Ganden Phodrang, da under Qing-dynastiets administrative styre) og den invaderende nepalesiske hær, hvilket resulterede i sejr til Nepal.

## Baggrund
Siden den kinesisk-nepalesiske krig i 1792 havde den nepalesiske regering afvist alle krav om indflydelse i Tibet og opretholdt en politik om ikke-intervention i dets anliggender. Med deres sejr i krigen gjorde Qing-imperiet Nepal til en tributydende stat, men bølgen af oprør, der ramte Kina i 1850-erne, som Taiping-oprøret, havde lammet landets evne til at håndhæve kejserlig myndighed som hidtil fra Beijing og den nepalesiske premierminister, Jang Bahadur Rana så en glimrende mulighed for at presse på for at nå nepalesiske mål i Tibet uden trussel om kinesisk indblanding.
Jang Bahadur brugte den påståede mishandling til ambassaden i 1852, vold mod nepalesiske handlende i Lhasa, en grænsekonflikt i Kuti-området, blandt andre klager for at retfærdiggøre de nepalesiske krav til den tibetanske regering, som omfattede territorial indrømmelser og betaling af erstatning. Han erklærede krig i marts 1855 og satte den 17. april 1855 som datoen for, at hans betingelser skulle opfyldes.

## Krig

### Sommerkampagne
I begyndelsen af april 1855 angreb nepalesiske tropper over de store passer mellem Tibet og Nepal, fra Walungchung til Jara, med centrum for deres fremrykning i Kuti og Kerong-distrikterne og blev kort efter suppleret af forstærkninger, der nåede op på i alt 27.000 mænd, med seksogtredive kanoner og otte mortere.
Kerung-aksen blev ledet af general Bom Bahadur Kunwar, med ca. 25.728 tropper. Kuti-aksen blev ledet af general Dhir Sumsher med 4.678 tropper. Humla og Mustang blev ledet af general Krishna Dhoj Kunwar med 2.500 tropper. Og Olangchunggola-aksen blev ledet af oberst Prithvi Dhoj Kunwar med en styrke på 2.000 mænd. Sethya Kaji var den vigtigste tibetanske kommandør med omkring 50.000 tropper under sin befaling. Der var 8.000 tibetanske tropper stationeret på Dirgacha-fronten, mens 40.000 tropper var koncentreret i Tingri-området.
Den 3. april besejrede general Dhir Shamsher en lille tibetansk afdeling ved Chusan og erobrede Kuti og avancerede til Suna Gompa. Kerong blev besat af Bam Bahadur uden opposition og en tibetansk styrke ved Kukurghat, nord for Kerong, hvorefter nepaleserne rykkede videre til Dzongka, det tibetanske centrum for modstand i området. Kampen om Dzongka varede 9 dage, hvorefter tibetanerne trak sig tilbage til Tingri. Erobringen af Dzongka var kampens sidste handling, hvorefter forhandlinger om en våbenhvile begyndte. Kampagnen havde vist sig mere omkostningsfuld for Jang Bahadur end hvad han forventede.

### Vinterkampagne
Forhandlinger gennemført fra maj til september uden at en aftale blev opnået. Nepal var ude af stand til at presse sine krav med en anden kampagne, da statskassen var opbrugt på grund af udgifterne til invasion og besættelse af det tibetanske område, mens i Nepal oppositionen mod krigen voksedet. I Lhassa førte forhandlingernes fiasko til fornyelse af fjendtligheder, og denne gang var det tibetanske tropper, der tog offensiven. General Kalon Shatra ledede den tibetanske hær, igangsatte to samtidige angreb den 5. november på de nepalesiske lejre ved Kuti og Dzongka. Overrasket over angrebene mistede nepaleserne 700 mænd i Kuti og de overlevende flygtede til grænsen. [8] Angrebet på Dzongka var mindre vellykket, så garnisonen blev belejret. Angrebene var koordinerede til at falde sammen med snesæsonen i passet. [8] Jang Bahadur sendte forstærkninger og i december genvandt Dhir Shamsher Kuti, som han brændte, før han kom tilbage til Listi, tilbage i Nepal. I mellemtiden lettede oberst Sanak Singh Khattri situationen i Dzongka.

## Afslutning
Forhandlinger blev genoptaget efter, at de militære operationer blev stoppet. Tibetanerne frygtede et oprør i Kham, mens nepalesiske finanser blev strakt til deres grænser.  Det nepalesiske krav om ti millioner rupier blev droppet til en nominel årlig betaling, og nepalesiske territoriale ambitioner blev droppet. I traktaten, der blev undertegnet i Thapathali, blev tibetanerne enige om at betale et årligt tilskud på ti tusinde rupier til Nepal Durbar og lade en nepalesisk handelsstation og agentur blive etableret i Lhasa. Tibet betalt et engangsbeløb på Rs. 50.001 som første rate, men nægtede at betale det følgende år, hvilket forårsagede krig mellem to nationer til at blive genoptaget.